# Recombineering
Recombineering (englisch von recombinogenic engineering) bezeichnet eine molekularbiologische Methode zur Manipulation von DNA, basierend auf der homologen Rekombination von Escherichia coli, die unter dem Synonym Red/ET Rekombination bekannt ist.
Recombineering basiert auf der homologen Rekombination, die von Proteinen, die aus Bakteriophagen stammen, in Escherichia coli vermittelt wird. Zwei homologe Systeme sind bekannt. Das RecE/RecT des Rac-Prophagen und das red-Operon bestehend aus Redγ, Redβ und Redα vom Bakteriophagen λ. Beide Systeme erlauben den effizienten und exakten Austausch frei wählbarer DNA-Abschnitte zwischen zwei unterschiedlichen DNA-Molekülen. Das red-Rekombinationssystem wird dabei am häufigsten verwendet. Der Austausch von DNA erfolgt über zwei dem Zielfragment flankierende homologe (ähnliche oder identische) Bereiche mit einer Länge von 30 bis 50 Bp.

## Vorteile
Recombineering kann als eine Weiterentwicklung der konventionellen Klonierung betrachtet werden, die durch die Verwendung der homologen Rekombination unabhängig von Restriktionsenzymen funktioniert. Deshalb ist diese Methode besonders geeignet für die Manipulation großer Vektoren (> 100 kBp) wie z. B. Bacterial Artificial Chromosomes (BACs). Recombineering erlaubt die gewünschten Modifikationen ohne zusätzliche DNA-Fragmente zu hinterlassen.